# Jacques Melly
 (mars 2023).
Si vous disposez d'ouvrages ou d'articles de référence ou si vous connaissez des sites web de qualité traitant du thème abordé ici, merci de compléter l'article en donnant les références utiles à sa vérifiabilité et en les liant à la section « Notes et références ».
Jacques Melly, né le 23 décembre 1951, est un homme politique suisse (Parti démocrate-chrétien PDC), ancien membre du Conseil d’État (gouvernement) du Canton du Valais du 1er mars 2009 au 1er mars 2021. Il dirige le Département de la mobilité, du territoire et de l’environnement (DMTE).

## Biographie
Jacques Melly est né à Sierre où il grandit en compagnie de ses deux frères. Après sa maturité au collège de Saint-Maurice en 1971, il obtient une licence en droit à l’université de Lausanne. Dès 1975 et jusqu’en 2009, il dirige l’entreprise familiale de voyage et de transports « L’Oiseau Bleu » à Sierre.
Jacques Melly est originaire des communes de Mont Noble et d’Anniviers. Il est bourgeois de Sierre et habite le village de Granges sur la commune de Sierre.

## Carrière politique
En 1988, sous la bannière du Parti démocrate-chrétien (PDC), il commence sa carrière politique au sein du conseil général (législatif) de la ville de Sierre qu’il préside de 1989 à 1990. Au mois de décembre 1992, il est élu conseiller municipal (exécutif) de Sierre et conserve cette fonction jusqu’en 2004. Il est vice-président de la ville entre 1996 et 2000.
Au niveau cantonal, il est élu député au Grand Conseil (législatif) du canton du Valais en 2005 et prend la présidence du groupe PDC du Valais central.
Le 6 juin 2008, les membres du congrès du Parti démocrate-chrétien du Valais romand (PDCVR) le désignent pour être l’un de ses candidats au Conseil d’État valaisan (exécutif cantonal). Élu au gouvernement cantonal le 1er mars 2009, il est, depuis son élection, chargé du Département des transports, de l'équipement et de l'environnement (DTEE), devenu Département de la mobilité, du territoire et de l’environnement (DMTE) en 2017. 
Il est réélu au Conseil d’État valaisan pour un deuxième mandat (législature 2013-2017) le 17 mars 2013, puis pour un troisième mandat (législature 2017-2021) le 19 mars 2017. 
Il assume à trois reprises la présidence du Gouvernement valaisan : du 1er mai 2011 au 30 avril 2012, du 1er mai 2015 au 30 avril 2016 et du 1er mai 2017 au 30 avril 2018. 

## Mandats
- coprésident et fondateur du « comité du Lötschberg »[1]
- président de la Conférence des transports de Suisse occidentale (CTSO)[2]
- membre du conseil d'administration Tunnel du Grand-St-Bernard SA[3]
- membre de la Conférence suisse des Directeurs cantonaux des travaux publics, de l’aménagement du territoire et de l’environnement (DTAP)[4]
- membre de la Conférence des Directeurs des travaux publics, de l'aménagement du territoire et de la protection de l'environnement de Suisse occidentale et latine (CDTAPSAOL)[5]
- membre de la Conférence des Directeurs cantonaux des transports publics (CTP)[6]